# 王宏 (东汉)
王宏（2世纪—192年），字长文，太原祁（今山西省太原市）人。

## 生平
王宏擔任弘农郡太守時，调查发现郡中有贿赂宦官买爵位的人，即使他官位至二千石，也都收捕捉拿，于是杀死数十人，威名震动邻界。
王宏的弟弟王允诛杀董卓王宏和宋翼被王允任为右扶风、左冯翊。当时，三辅民盛谷富兵实，李傕等想要杀王允，担心二郡为患，于是先征王宏和宋翼。王宏遣使对宋翼说：“郭汜、李傕以我二人带兵在外，所以不敢危及司徒王公。今日应征回京，明日就要族灭。计将安出？”宋翼说：“虽祸福难量，但是王命所不得回避。”王宏说：“义兵鼎沸，在于董卓，何况是他的党羽！如果举兵共讨君侧的恶人，山东必然响应，这是转祸为福之计。”宋翼不从。王宏不能独自行事，二人于是都到京师，被下廷尉。李傕将王允及王宏和宋翼一起杀死。
王宏与司隶校尉胡种（即胡軫）有矛盾，王宏下狱后，胡种催促赶紧杀死他。王宏临死诟骂他：“宋翼竖儒，不足议大计。胡种以别人祸患看成欢乐，祸也要到他的身上。”胡种后来睡下就见到王宏用杖击打他，于是发病，数日而死。

## 家庭
- 弟王允
- 子侄王允有兄子王晨、王凌，但史书没有明说他们是否王宏的儿子。
- 四世孫王牢，仕慕容燕[2]
- 六世孫王玄謨。[2]